# Солифлукция
Солифлукцията (на латински: solum – почва, пръст и fluctio – тека, изтичане) е процес на бавно придвижване (пълзене) надолу по склон на силно овлажнени тънкодисперсни материали, развиващ се при замръзване и размразяване на почвата. Скоростта на течението обикновено се измерва с няколко сантиметра годишно, но понякога при бързи размразявания достига до катастрофалните стотици метри в час. Причината за развитието на солифлукцията е снижаването на устойчивостта на почвата по склоновете при силно овлажняване от снежни и дъждовни води и намаляване на сцеплението между частиците в резултат от замръзването и размразяването. Солифлукцията е разпространена предимно в райони с вечно замръзнала почва и локално – в области със сезонно замръзване. Тя е най-активна по склоновете с наклон (8 – 15°) и при наличието на слой от дисперсни пластове с мощност не по-малко от 1 – 2 m. Бавната солифлукция се развива предимно над границата на горите и създава по склоновете специфични форми на релефа – временни потоци и тераси, имащи езикообразна (параболична) форма. Най-широко разпространение солифлукцията има в Полярен и Приполярен Урал, Чукотка, Шпицберген, Аляска.